# کالپانا چاولا
کالپانا چاولا (به هندی: कल्‍पना चावला) (به انگلیسی: Kalpana Chawla) (زادهٔ ۱۷ مارس ۱۹۶۲، درگذشته ۱ فوریه ۲۰۰۳) فضانورد آمریکایی هندی الاصل بود. کالپانا چاولا، اولین زن اهل هند است که به فضا سفر کرده‌است. این یکی از جملات معروف اوست: "مسیری که رویاها را به موفقیت پیوند می‌زند قطعا وجود دارد. باشد که بصیرت یافتن آن، شهامت قدم گذاشتن در آن و عزم دنبال کردن آن را داشته باشید. "
چاولا یا آن‌طور که خانواده‌اش صدایش می‌کردند، «مونتو» در هند به دنیا آمد و از همان سنین کم شیفته پرواز بود. خانواده او می‌گویند وقتی سه سال داشته کالپانا را به عنوان اسم رسمی‌اش انتخاب کرده که به معنای «تخیل» است. او یکی از اولین زنانی بود که در رشته مهندسی هوانوردی از کالج مهندسی پنجاب فارغ‌التحصیل شد و در ۱۹۸۲ برای ادامه تحصیل به آمریکا نقل مکان کرد. او آنجا دو مدرک کارشناسی ارشد و یک مدرک دکترای مهندسی هوافضا گرفت و به ناسا پیوست. او برای اولین بار در ۱۹۹۷ به عنوان فضانورد و مهندس با شاتل فضایی کلمبیا به فضا سفر کرد و کنترل بازوی روباتیک این فضاپیما را برعهده داشت.
وی در دو مأموریت فضایی اس‌تی‌اس-۱۰۷ و اس‌تی‌اس-۸۷ شرکت داشت. او کارشناسی ارشد خود را از دانشگاه تگزاس در آرلینگتون، و دکترای خود را از دانشگاه کلرادو بولدر در مهندسی هوافضا دریافت کرده بود.
کالپانا چاولا در ۱ فوریه سال ۲۰۰۳ در مأموریت فاجعه‌بار اس‌تی‌اس-۱۰۷ شاتل فضایی کلمبیا در سن ۴۲ سالگی کشته شد.
چاولا یکی از ۷ نفری بود که در فاجعه فضاپیمای کلمبیا در سال ۲۰۰۳ جان خود را از دست دادند. طی این حادثه فضاپیما هنگام ورود دوباره به جو زمین متلاشی شد.